# Чжугэ
Чжугэ (кит. трад. 諸葛, упр. 诸葛, пиньинь Zhūgě) — китайская фамилия (клан), а также связанный с кланом топоним.
Фамилия принадлежит к достаточно небольшому числу «составных» китайских фамилий, записываемых не одним иероглифом, а их сочетанием, лишь около 20 из которых сохранились в употреблении по настоящее время. В старинном списке «Байцзясин», содержащем около 60 фамилий такого типа, стоит на 414 позиции.

## Известные носители фамилии

### Исторические
(преимущественно родственники Чжугэ Ляна, многие из которых отмечены на важных государственных и военных постах государств эпохи Троецарствия. По возможности, расположены с учётом степени родства с наиболее известным родственником)
- Чжугэ Фэн[кит.] (кит. 諸葛豐; годы жизни неизвестны) или Шаоцзи — государственный деятель династии Восточная Хань, занимавшийся надзором за чиновничеством; известен строжайшим следованием закону и несгибаемой верностью императору. Предок клана Чжугэ (степень родства не уточняется).

- Чжугэ Сюань (кит. 諸葛玄; ?-197) — государственный деятель династии Восточная Хань. Брат Чжугэ Гуя и дядя Чжугэ Ляна.
- Чжугэ Гуй (кит. 諸葛珪; ?-187) или Цзюньгун — деятель при династии Восточная Хань. Отец Чжугэ Цзиня, Чжугэ Ляна и Чжугэ Цзюня.

- Чжугэ Цзинь (кит. 諸葛瑾; 174—241) или Цзыюй — полководец царства Восточная У эпохи Троецарствия. Старший брат Чжугэ Ляна.

- Чжугэ Кэ (кит. 諸葛恪; 203—253) или Юаньсюнь — полководец и государстванный деятель царства Восточная У. Старший сын Чжугэ Цзиня, племянник Чжугэ Ляна.
- Чжугэ Цяо (кит. 諸葛喬; 199—223) или Босун — чиновник царства Шу эпохи Троецарствия. Сын Чжугэ Цзиня; племянник и впоследствии приёмный сын Чжугэ Ляна.

- Чжугэ Пань (кит. 諸葛攀; годы жизни неизвестны) — военный деятель царства У. Сын Чжугэ Цяо.

- Чжугэ Лян (кит. 諸葛亮; 181—234), также известен как Кунмин или Чжунъу-хоу — китайский полководец и государственный деятель династии Хань, позднее царства Шу эпохи Троецарствия; считается автором ряда бытовых и военных изобретений, его имя — одно из «прецедентных имён» в Китае для обозначения мудрости.

- Чжугэ Чжань (кит. 諸葛喬; 227—263) или Сыюань — политик и полководец царства Шу. Родной сын Чжугэ Ляна.

- Чжугэ Шан (кит. 諸葛尚; ?-263) — полководец царства Шу. Сын Чжугэ Чжаня и внук Чжугэ Ляна.

- Чжугэ Цзюнь (кит. 諸葛均; 189—264) или Цзыюй — чиновник царства Шу. Младший (сводный?) брат Чжугэ Ляна.
- Чжугэ Дань (кит. 諸葛誕; ?—258) или Гунсю — полководец царства Вэй той же эпохи. Кузен Чжугэ Ляна.

Вне непосредственного родства
- Чжугэ Чжи[итал.] (кит. 諸葛直; ?—231) — флотоводец царства У при дворе Сунь Цюаня, казнён в 231 году.
- Чжугэ Чжанмин[кит.] (кит. 諸葛長民; ?—413) или Чжанчжи — полководец и государственный деятель династии Восточная Цзинь.

### Современные
- Чжугэ Цзыци[кит.] (кит. 諸葛紫岐; род. 1979) или Мария Чжугэ, при рождении Чжугэ Ису 諸葛一蘇 — китайско-канадская модель, актриса и телеведущая. Претендует на происхождение в 63-м колене от Чжугэ Ляна.

### Вымышленные (персонажи)
- Чжугэ Сылан (персонаж)[кит.] (кит. 諸葛四郎) — главный персонаж одноимённого тайваньского комикса (1958—1963) автора Ехун Цзя[кит.].

## Топонимы
- Чжугэ (деревня)[англ.] или Чжугэцунь (诸葛村), в прошлом Гаолун — деревня в городском уезде Ланьси округа Цзиньхуа провинции Чжэцзян (КНР), объект национального наследия Китая. Считается населённой преимущественно отдалёнными потомками клана Чжугэ Ляна.